# Front du Sud-Ouest (Première Guerre mondiale)
Ne pas confondre avec Front du Sud-Ouest (Seconde Guerre mondiale).
Le Front du Sud-Ouest est une unité militaire opérationnelle et stratégique de l'Armée impériale russe pendant la Première Guerre mondiale. Il a regroupé plus de 2 millions d'hommes.

## Histoire

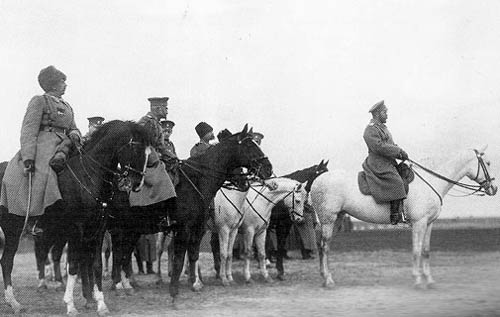
L'empereur Nicolas II sur le Front Sud-Ouest

Le Front du Sud-Ouest est créé le 19 juillet 1914 (1er août dans le calendrier grégorien) à partir de l'Armée impériale russe du Sud-Ouest.
Il participe aux opérations militaires contre les armées austro-hongroises, allemandes et bulgares au sud-ouest de l'Empire russe.

## Composition (périodes)
Pendant son existence, le front s'est composée des formations suivantes :
- 1re armée (juillet — septembre 1917)
- 3e armée (juillet 1914 — juin 1915, juin — juillet 1916)
- 4e armée (juillet 1914 — juillet 1915)
- 5e armée (juillet — septembre 1914)
- 7e armée (oct. 1914 — début 1918)
- 8e armée (juillet 1914 — septembre 1917)
- 9e armée (août 1914 — décembre 1916)
- 11e armée (septembre 1914 — début 1918)
- Armée spéciale (août — novembre 1916, juillet 1917 — début 1918)
- Armée du Danube (21 novembre — 5 décembre 1916)
- Corps tchécoslovaque (à partir d'octobre 1917)

À la fin de 1917 le siège de front se trouvait à Berditchev, et à part de décembre 1917 à Rivne. Le Front du Sud-Ouest est dissous en janvier — février 1918.

## Commandement

### Commandement général des armées et forces du Front
La fonction de commandant en chef des armées de front a été confiée, suivant les périodes, à :
- 19.07.1914 — 17.03.1916 : général d'artillerie Nikolaï Ivanov
- 17.03.1916 — 21.05.1917 : général de cavalerie Alexeï Broussilov
- 22.05.1917 — 10.07.1917 : lieutenant-général Alexeï Goutor
- 10.07.1917 — 18.07.1917 : général d'infanterie Lavr Kornilov
- 24.07.1917 — 31.07.1917 : lieutenant-général Piotr Balouev.
- 02.08.1917 — 29.08.1917 : lieutenant-général Anton Dénikine
- 29.08.1917 — 09.09.1917 : lieutenant-général Fiodor Ogorodnikov
- 09.09.1917 — 24.11.1917 : lieutenant Nicolaï Volodtchenko
- 1.1917 — 12.1917  : lieutenant Nicolaï Stogov
- 01.1918 — 02.1918 : major-général Vladimir Iegoriev

### Commissaire
- Commissaire du gouvernement provisoire — Boris Savinkov (à partir du 28 juin 1917)

### Liens
- (ru) « Приказы армиям Юго-Западного фронта : №.№. 2-395 с 21 июля по 31 декабря 1914 гг. - [Kiev, 1914]. » [« Ordre pour les armées du Front Sud-Ouest »], sur elib.shpl.ru (consulté le 13 septembre 2017)